# Giovanni il Nuovo
Giovanni di Suceava, detto il Nuovo (in rumeno: Ioan cel Nou de la Suceava; Trapezunte, intorno al 1300 – Leukopolis, intorno al 1332), è stato un mercante e predicatore bizantino commemorato come santo dalla Chiesa ortodossa rumena.
Insieme a Parascheva di Iaşi è considerato il santo patrono della Moldavia.

## Biografia
Nacque probabilmente a Trapezunte intorno al 1300 da genitori di origine greco-bizantina e probabilmente di fede cristiana ortodossa; di professione fu probabilmente un mercante e ciò lo spinse a compiere numerosi viaggi nell'area del mar Nero.

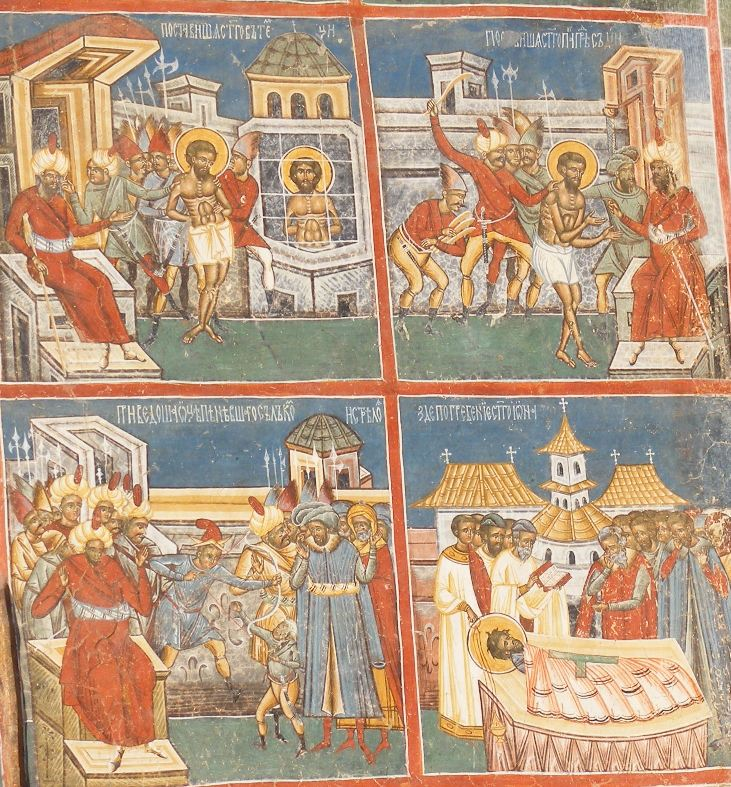
Scene del martirio di Giovanni presso il Monastero di Voroneț.

Tra il 1330 e il 1332 durante un viaggio a bordo di una nave Giovanni attirò il disprezzo di un mercante cattolico, un certo Reiz originario dell'Europa occidentale, forse veneziano o genovese, e quest'ultimo per liberarsi dello sgradito ospite, una volta approdati a Leukopolis, disse al governatore tataro della città che Giovanni era intenzionato a convertirsi al tengrismo; quest'ultimo, felicemente stupito della notizia, convocò a corte Giovanni ma lui, pur avendo percepito l'inganno ordito dal mercante e le eventuali conseguenze di un suo rifiuto della conversione, sostenne di non voler rinnegare la sua fede cristiana. Il governatore, convinto che tale rifiuto fosse un aperto insulto alla cultura tatara, lo condannò quindi ai lavori forzati.
Vedendo che i lavori forzati non ne piegavano lo spirito il governatore della città gli offrì cure mediche per le ferite fisiche riportate in cambio della desiderata conversione ma al rifiuto di Giovanni quest'ultimo fu legato ad un cavallo e trascinato per le strade della città dove un cittadino, secondo la tradizione tatara, lo decapitò. La notte seguente tre figure sarebbero discese dal cielo per incensare il corpo del martire, abbandonato in strada, e un tataro presente avrebbe imbracciato l'arco per scoccare delle frecce contro queste tre figure, venendo però colpito da un'improvvisa paralisi. Sentiti questi racconti il governatore della città accordò ai cristiani di prelevare il corpo per poi seppellirlo.
Le reliquie, custodite per circa 70 anni a Leukopolis, furono prelevate nel 1402 dal voivoda moldavo Alexandru cel Bun e traslate a Suceava, allora capitale del principato e da poco riconosciuta dal Patriarcato ecumenico di Costantinopoli come sede della Metropolia di Moldavia e Bucovina. Successivamente nel 1686 le reliquie furono portate sotto Giovanni III Sobieski nel Regno di Polonia a Żółkiew dal metropolita Dosoftei per poi fare ritorno a Suceava nel 1783. Durante la prima guerra mondiale tra il 1914 e il 1918 le reliquie furono trasferite per essere preservate a Vienna.